# Canefield
Canefield – miasto we Wspólnocie Dominiki, stolica administracyjna parafii świętego Pawła. W 2001 roku liczyło 2,8 tys. mieszkańców.